# Beauzelle
Beauzelle este o comună în departamentul Haute-Garonne din sudul Franței. În 2009 avea o populație de 5.026 de locuitori.

## Evoluția populației
| An        | 1975  | 1982  | 1990  | 1999  | 2006  | 2009  |
| --------- | ----- | ----- | ----- | ----- | ----- | ----- |
| Populație | 2.736 | 3.573 | 5.405 | 5.376 | 4.973 | 5.026 |